# Charles Van Beveren
Pour les articles homonymes, voir Beveren.

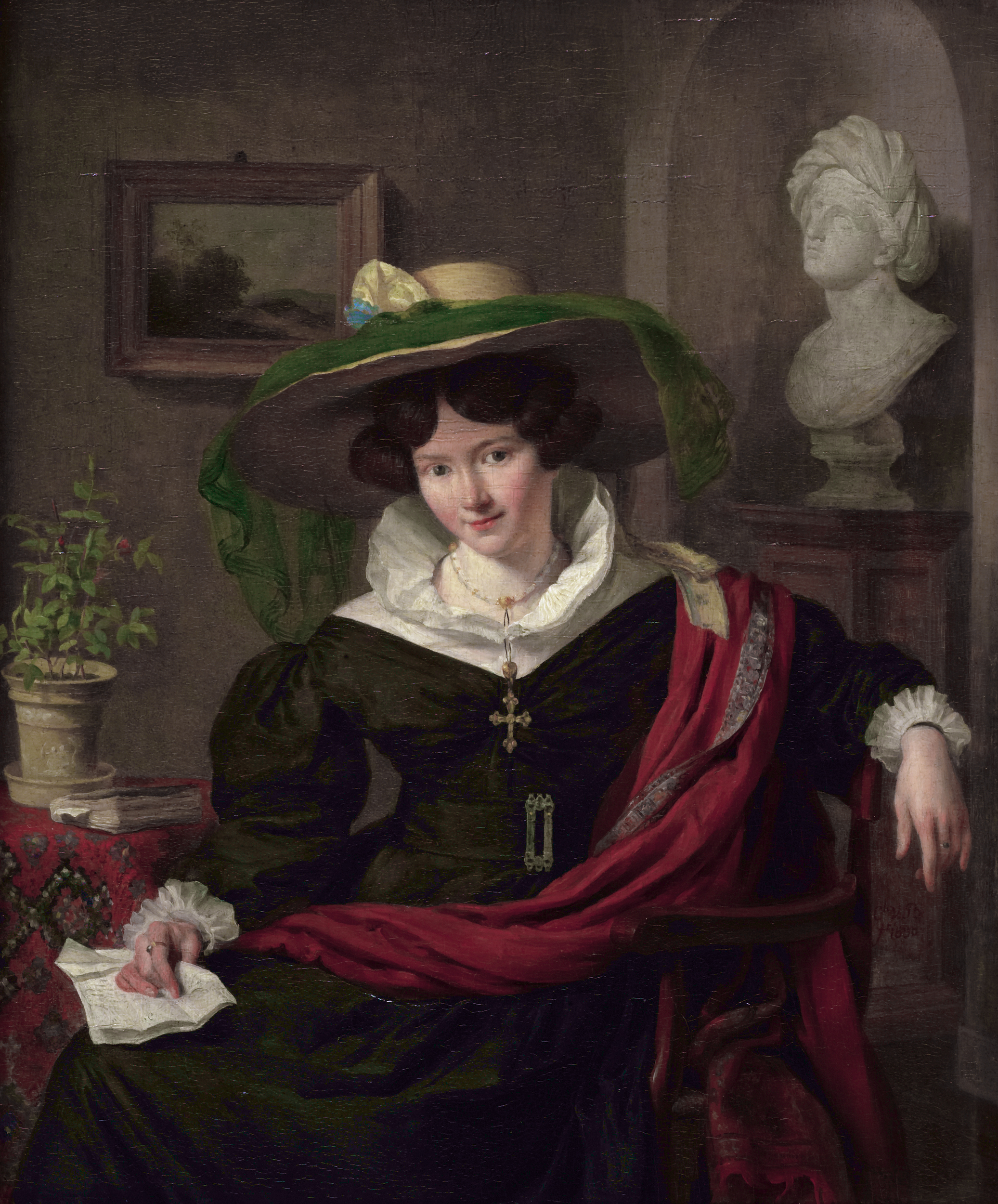
Portrait de Carolina Fr. Kerst
Charles Van Beveren
huile sur panneau,
Amsterdam, Rijksmuseum

Charles Van Beveren, né à Malines (Belgique) le 6 avril 1809 et mort à Amsterdam (Pays-Bas) le 16 septembre 1850, est un peintre belge.
Charles Van Beveren est un peintre de portraits et de scènes de genre et historiques, le tout dans un style romantique.

## Biographie
Van Beveren étudie à l'Académie de Malines puis à l'Académie des beaux-arts d'Anvers. En 1828, il s'installe à Amsterdam, où il copie d'abord les œuvres des maîtres anciens. En 1829 ou 1830, il part pour l'Italie, où il reste plusieurs années, notamment à Florence et à Rome. De là, il se rend à Paris, après quoi il retourne à Amsterdam.
En 1849, il se marie et est membre correspondant de l'Académie royale néerlandaise des arts et des sciences.

## Œuvres

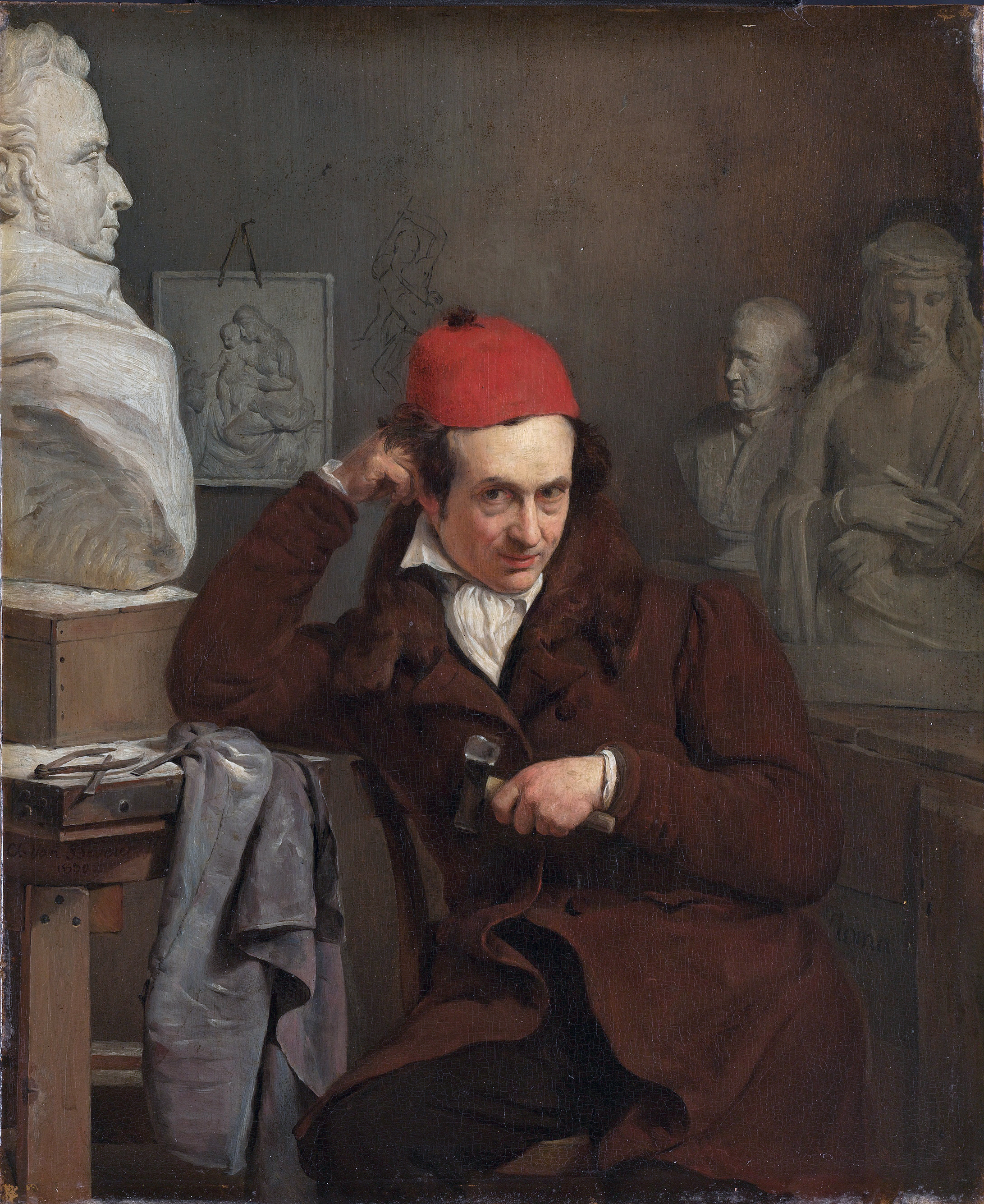
Portrait de Louis Royer
Charles van Beveren
huile sur panneau,
Amsterdam, Rijksmuseum

- 1826 : Une scène de concert, Blois, Musée des beaux-arts
- 1828 : La Ville d'Aerschot, Malines, Musée communal Hof van Busleyden
- 1830 : Portrait du sculpteur Louis Royer, Amsterdam, Rijksmuseum
- 1830 : Portrait de Carolina Frederica Kerst, Charles Van Beveren
Amsterdam, Rijksmuseum
- 1844 : L'Invalide, Munich, Alte Pinakothek